# 3e escadron de cavalerie blindée
« 3e régiment blindé (Viêt Nam du Sud) » redirige ici. Pour les autres significations, voir 3e régiment.
Le 3e escadron de cavalerie blindée (vietnamien : Thiết đoàn 3 kỵ binh thiết giáp) précédemment 3e régiment blindé et 3e régiment de dragons vietnamiens, est une unité blindée de l'Armée de terre de la république du Viêt Nam.
Cette unité est distinguée par une Presidential Unit Citation, conférée en 1971 par les États-Unis.

## Création et différentes dénominations
- 1er janvier 1954 : formation du 3e régiment de reconnaissance[2], en vietnamien Trung đoàn 3 thám thính, également connu sous le nom de 3e régiment de dragons vietnamiens[3]
- 1955 : devient 3e régiment blindé[4]
- novembre 1967 : renommé 3e escadron de cavalerie blindée[5], en vietnamien Thiết đoàn 3 kỵ binh thiết giáp
- avril 1975 : dissous[5]

## Chefs de l'unité
- juillet 1954 - 1955 : Major Duong Ngoc Lam[5]
- 1955 - 1956 : Major Tran Van Ai[5]
- 1956 - 1957 : Major Le Duc Dat[5]
- 1957 - juillet 1961 : Major Nguyen Dinh Bang[5]
- juillet 1961 – juin 1964 : Major Luong Bui Tung[5]
- juin 1964 – décembre 1966 : Major Nguyen Trong Luat[5]
- décembre 1966 – avril 1967 : Major Tran Quang Ly[5]
- avril 1967 - juillet 1970 : Major Nguyen Duc Dung[5]
- juillet - octobre 1970 : Major Nguyen Minh Tanh[5]
- octobre 1970 - avril 1971 : Lieutenant Colonel Nguyen Duc Dung[5]
- avril 1971 - juin 1972 : Lieutenant Colonel Tran Ly Hung[5]
- juin 1972 - avril 1975 : Major Nguyen Van Triet[5]